# 老鼠瑪戈
《老鼠瑪戈》（波蘭語：Przygody Myszki）是一部波蘭動畫片，由Eugeniusz Kotowski創作並執導。動畫系列製作於1976年至1983年間。最初播放於波蘭電視台。

## 大意
一隻名叫Margo（波蘭原文為Myszka）的小老鼠，她和她的鄰居：一隻松鼠和一隻鼴鼠住在一棵大樹上。

## 外部連結
- Official website of Margo the Mouse （页面存档备份，存于） (In Polish)
- "Margo the Mouse" at Amazon （页面存档备份，存于） (In English)
- Polish films data base （页面存档备份，存于） (In Polish)
- Poland TV （页面存档备份，存于） at the Internet Movie Database
- 互联网电影数据库（IMDb）上《老鼠瑪戈》的资料（英文）